# Ion Neacșu
Ion Neacșu (* 19. September 1930 in Ploiești, Kreis Prahova; † 10. Mai 1988) war ein rumänischer Fußballspieler auf der Position des Verteidigers. Er bestritt 97 Spiele in der höchsten rumänischen Fußballliga, der Divizia A.

## Karriere
Ion Neacșu begann mit dem Fußballspielen in seiner Heimatstadt Ploiești. Im Alter von 18 Jahren wechselte er zunächst zu Rafinăria 7 Brazi, ehe er im Jahr 1950 bei CCA Bukarest (später Steaua Bukarest) landete. Dort gelang ihm der Sprung in die erste Mannschaft nicht und Neacșu wechselte zu Flacăra Poiana Câmpina, das in der Liga des Kreises Prahova spielte, da die Divizia C seinerzeit nur unregelmäßig ausgetragen wurde. Nach dem Aufstieg spielte er im Jahr 1952 erstmals überregional in der Divizia B. Nach dem sofortigen Abstieg schloss er sich dem Aufsteiger Metalul Câmpina an.
Vor der Saison 1954 erhielt Neacșu die Gelegenheit zum führenden Klub der Region, zu Flacăra Ploiești (später Petrolul Ploiești) zu wechseln. Dort erlebte er seine erfolgreichste Zeit. Neben zwei Meisterschaften in den Jahren 1958 und 1959 konnte er am Europapokal der Landesmeister teilnehmen. Dort ereilte ihn mit seiner Mannschaft jeweils das Aus in der ersten Runde.
Nachdem er kaum noch zum Einsatz gekommen war, verließ Neacșu im Jahr 1962 den Verein und wechselte zum Lokalrivalen Prahova Ploiești in die Divizia B. Dort beendete er im Jahr 1967 seine Karriere.

## Nationalmannschaft
Neacșu bestritt zwischen 1956 und 1958 zehn Spiele für die rumänische Fußballnationalmannschaft. Sein Debüt gab er am 17. Juni 1956 gegen Schweden. Nach der verpassten Qualifikation zur Weltmeisterschaft 1958 wurde er nur noch einmal eingesetzt und danach nicht mehr berücksichtigt.

## Erfolge
- Rumänischer Meister: 1958, 1959
- Rumänischer Vizemeister: 1962